# Мерфи, Байрон
Байрон Мерфи (англ. Byron Murphy, 18 января 1998, Скотсдейл, Аризона) — профессиональный американский футболист, корнербек клуба НФЛ «Аризона Кардиналс». На студенческом уровне выступал за команду Вашингтонского университета. На драфте НФЛ 2019 года был выбран во втором раунде.

## Биография
Байрон Мерфи родился 18 января 1998 года в Скотсдейле. Там же он окончил старшую школу Сагуаро. Во время учёбы Мерфи играл за её футбольную команду на позициях корнербека и принимающего. В сезоне 2015 года в составе Сагуаро Сейберкэтс он стал победителем чемпионата Аризоны во II дивизионе и был признан Игроком года. Перед поступлением в университет он входил в число самых перспективных молодых игроков штата. 

### Любительская карьера
В 2016 году Мерфи поступил в Вашингтонский университет. Первый сезон в составе команды он провёл в статусе освобождённого игрока, не принимая участия в матчах. После его завершения Мерфи стал лауреатом командной награды за работу на тренировках. В турнире NCAA он дебютировал в 2017 году, сыграв в шести матчах. Семь игр сезона он пропустил из-за травмы.
В сезоне 2018 года Мерфи был стартовым корнербеком команды, сыграв во всех четырнадцати матчах. В составе «Хаскис» он стал победителем турнира конференции Pac-12. В финале против «Юты» он сделал два перехвата и занёс 66-ярдовый тачдаун на возврате одного из них, после чего был признан Самым ценным игроком матча. По итогам года Мерфи вошёл в сборную звёзд конференции, издания Pro Football Focus и Athlon Sports включили его в состав сборной звёзд NCAA. В январе 2019 года он объявил о своём выходе на драфт НФЛ и отказе от четвёртого года выступлений за университетскую команду.

#### Статистика выступлений в NCAA
| Сезон | Команда          | Игры | Захваты | Захваты | Захваты | Захваты | Захваты | Перехваты | Перехваты | Перехваты | Перехваты | Перехваты | Фамблы | Фамблы | Фамблы | Фамблы |
| Сезон | Команда          | Игры | Solo    | Ast     | Tot     | Loss    | Sk      | Int       | Yds       | Y/R       | TD        | PD        | FR     | Yds    | TD     | FF     |
| ----- | ---------------- | ---- | ------- | ------- | ------- | ------- | ------- | --------- | --------- | --------- | --------- | --------- | ------ | ------ | ------ | ------ |
| 2016  | Вашингтон Хаскис | 0    | 0       | 0       | 0       | 0,0     | 0,0     | 0         | 0         | 0,0       | 0         | 0         | 0      | 0      | 0      | 0      |
| 2017  | Вашингтон Хаскис | 6    | 13      | 3       | 16      | 3,0     | 1,0     | 2         | 17        | 8,5       | 0         | 7         | 0      | 0      | 0      | 1      |
| 2018  | Вашингтон Хаскис | 14   | 37      | 21      | 58      | 4,0     | 0,0     | 4         | 78        | 19,5      | 1         | 13        | 0      | 0      | 0      | 1      |
| Всего | Всего            | 20   | 50      | 24      | 74      | 7,0     | 1,0     | 6         | 95        | 15,8      | 1         | 20        | 0      | 0      | 0      | 2      |

### Профессиональная карьера
Перед драфтом НФЛ 2019 года аналитик сайта Bleacher Report Мэтт Миллер сильными сторонами Мерфи называл его физические данные и технику, подвижность, навыки чтения действий квотербека и принимающих, умение вести силовую борьбу. К минусам он относил нехватку стартовой скорости, недостаточный опыт игры, проблемы в действиях против более крупных ресиверов. 
На драфте Мерфи был выбран «Аризоной» во втором раунде. Девятого мая он подписал с клубом четырёхлетний контракт. Перед началом регулярного чемпионата шестиматчевую дисквалификацию получил Патрик Питерсон. Этот отрезок турнира Мерфи провёл первым корнербеком команды, сделав в шести играх 34 захвата и сбив пять передач. В следующих десяти играх, с Питерсоном на поле, он сделал 44 захвата, перехват и сбил пять передач. Главной проблемой по итогам первого сезона в лиге называли игру Мерфи в прикрытии: по данным «Pro Football Focus» квотербеки 103 раза пасовали в его зону и он позволил ресиверам сделать 70 приёмов.  
В 2020 году Мерфи был основным слот-корнербеком «Кардиналс», сыграв в пятнадцати матчах регулярного чемпионата. Он улучшил свои навыки игры по мячу, стал допускать меньше нарушений правил. Заметный прогресс он продемонстрировал в игре против выноса. В 2019 году оценка этого аспекта его игры от Pro Football Focus составляла 43,6 балла, в 2020 году она выросла до 74,7 баллов. Аналитик сайта НФЛ Синтия Фрелунд включила Мерфи в число самых недооценённых игроков в лиге. 

#### Статистика выступлений в НФЛ

##### Регулярный чемпионат
| Сезон | Команда           | Игры | Захваты | Захваты | Захваты | Захваты | Захваты | Перехваты | Перехваты | Перехваты | Перехваты | Перехваты | Фамблы | Фамблы | Фамблы | Фамблы |
| Сезон | Команда           | Игры | Solo    | Ast     | Tot     | Loss    | Sk      | Int       | Yds       | Y/R       | TD        | PD        | FR     | Yds    | TD     | FF     |
| ----- | ----------------- | ---- | ------- | ------- | ------- | ------- | ------- | --------- | --------- | --------- | --------- | --------- | ------ | ------ | ------ | ------ |
| 2019  | Аризона Кардиналс | 16   | 66      | 12      | 78      | 3       | 0,0     | 1         | 0         | 0,0       | 0         | 10        | 0      | 0      | 0      | 0      |
| 2020  | Аризона Кардиналс | 15   | 40      | 11      | 51      | 3       | 2,0     | 0         | 0         | 0,0       | 0         | 8         | 2      | 3      | 0      | 0      |
| Всего | Всего             | 31   | 106     | 23      | 129     | 6       | 2,0     | 1         | 0         | 0,0       | 0         | 18        | 2      | 3      | 0      | 0      |